# 라이몬도 몬테쿠콜리
라이몬도 몬테쿠콜리(이탈리아어: Raimondo Montecuccoli, 1609년 2월 21일 ~ 1680년 10월 16일)는 이탈리아의 군인, 군사학자이다.

## 생애
이탈리아 북부 모데나 근교에 위치한 파불로넬프리냐노(Pavullo nel Frignano)의 몬테쿠콜로(Montecuccolo)성에서 태어났으며 16세에 신성 로마 제국 군대에 입대했다. 30년 전쟁에서는 자신의 큰아버지인 에르네스토 몬테쿠콜리(Ernesto Montecuccoli)가 소속되어 있던 보병 연대에 입대하면서 참전했다.
1631년에 일어난 브라이텐펠트 전투에서는 스웨덴 군대의 포로로 잡혔지만 큰 부상을 입으면서 나중에 석방되었다. 소령으로 승진한 뒤에는 1632년에 일어난 뤼첸 전투, 1634년에 일어난 뇌르틀링겐 전투에 참전했고 1635년에는 대령으로 승진했다.
포메라니아, 보헤미아, 작센에서 일어난 전투에 참전했지만 1639년에 포로로 잡혔다. 1642년에 석방된 뒤에는 소장으로 승진했다. 1644년에는 군사 평의회 위원을 역임했고 1645년에는 헝가리에서 트란실바니아 군대를, 도나우강, 네카어강에서 프랑스 군대를, 실레시아, 보헤미아에서 스웨덴 군대를 상대로 전투를 벌이게 된다. 1647년에는 대장으로 승진했다.
1661년부터 1664년까지 일어난 제4차 오스트리아-튀르크 전쟁에서 신성 로마 제국 군대의 사령관으로 임관되었다. 1664년 장크트고트하르트(St. Gotthard, 현재의 헝가리 센트고트하르드) 전투에서 신성 로마 제국 군대가 오스만 제국 군대를 상대로 승리한 공로를 인정받아 신성 로마 제국 군대의 총사령관, 군사 평의회 의장으로 임명되었고 황금양모 기사단의 일원이 되었다.
1673년에는 튀렌 자작 앙리 드 라 투르 도베르뉴가 이끄는 프랑스 군대를 네카어강, 라인강 반대편으로 격퇴시켰다. 또한 라인강 하류에서 오라녜의 빌럼 3세(잉글랜드의 윌리엄 3세 국왕)가 이끄는 군대와 합류한 뒤에는 본을 탈환했다.